# Stephen Fox
Stephen Fox (20 lutego 1745 - 26 grudnia 1774), brytyjski arystokrata, najstarszy syn Henry'ego Foksa, 1. barona Holland of Foxley i lady Caroline Lennox, córki 2. księcia Richmond i Lennox. Starszy brat wpływowego polityka, Charlesa Jamesa Foksa.

## Życiorys
Wykształcenie odebrał w Eton College. Był bardzo rozpieszczany przez matkę, przez co w późniejszym czasie stał się przyczyną jej zgryzot. Stephen był bowiem nałogowym hazardzistą i rychło popadł w olbrzymie długi, których nie spłacił aż do śmierci. Po śmierci ojca, 1 lipca 1774 r., odziedziczył jego tytuł barona Holland of Foxley. 24 lipca dołączył doń odziedziczony po matce tytuł barona Holland. Jako par Wielkiej Brytanii zasiadł w Izbie Lordów. Niedługo cieszył się tytułami, zmarł po pięciu miesiącach, w grudniu 1774 r.
20 kwietnia 1766 r. w Londynie, poślubił lady Mary FitzPatrick (przed 1751 - 6 października 1778), córkę Johna FitzPatricka, 1. hrabiego Upper Ossory i lady Evelyn Leveson-Gower, córki 1. hrabiego Gower. Stephen i Mary mieli razem syna i córkę:
- Caroline Fox
- Henry Richard Vassall-Fox (21 listopada 1773 - 22 października 1840), 3. baron Holland